# Campionati europei di triathlon long distance del 2014
I Campionati europei di triathlon long distance del 2014 (XXI edizione) si sono tenuti a Amsterdam in Paesi Bassi, in data 13 settembre 2014.
Tra gli uomini ha vinto il tedesco Markus Fachbach, mentre la gara femminile è andata all' olandese Heleen Bij De Vaate.

## Risultati

### Élite uomini
| Pos. | Pos.               | Paese       | Nuoto    | Bici     | Corsa    | Totale   |
| ---- | ------------------ | ----------- | -------- | -------- | -------- | -------- |
|      | Markus Fachbach    | Germania    | 00:46:56 | 04:41:45 | 02:54:28 | 08:28:25 |
|      | Dirk Wijnalda      | Paesi Bassi | 00:54:54 | 04:45:59 | 02:47:54 | 08:33:09 |
|      | Chris Fischer      | Danimarca   | 00:50:12 | 04:42:43 | 02:56:19 | 08:34:05 |
| 4    | Sergio Marques     | Portogallo  | 00:50:00 | 04:46:53 | 02:55:42 | 08:37:11 |
| 5    | Petr Vabrousek     | Rep. Ceca   | 00:53:29 | 04:47:21 | 02:57:30 | 08:43:57 |
| 6    | Gerrit Schellens   | Belgio      | 00:50:12 | 04:59:58 | 02:48:33 | 08:44:30 |
| 7    | David Näsvik       | Svezia      | 00:50:05 | 04:42:58 | 03:09:23 | 08:46:55 |
| 8    | Thijs Koelen       | Paesi Bassi | 00:50:35 | 04:46:16 | 03:05:39 | 08:47:26 |
| 9    | Dejan Patrcevic    | Croazia     | 00:49:54 | 04:57:51 | 02:55:57 | 08:48:49 |
| 10   | Bart Candel        | Paesi Bassi | 00:53:23 | 04:52:52 | 02:59:31 | 08:50:29 |
| 11   | Georgy Kaurov      | Russia      | 00:46:51 | 04:49:59 | 03:15:54 | 08:58:41 |
| 12   | Andrey Lyatskiy    | Russia      | 00:46:56 | 04:51:12 | 03:28:25 | 09:11:19 |
| 13   | Thomas Naasz       | Paesi Bassi | 00:53:20 | 05:02:23 | 03:15:32 | 09:16:56 |
| 14   | Petr Minarik       | Rep. Ceca   | 00:56:31 | 05:12:04 | 03:11:09 | 09:24:52 |
| 15   | Alexey Brylev      | Russia      | 00:50:07 | 05:37:07 | 03:17:48 | 09:50:23 |
| 16   | Margus Nõmm        | Estonia     | 01:02:59 | 05:08:58 | 03:31:22 | 09:51:49 |
| 17   | Valentin Zasypkin  | Russia      | 01:04:35 | 05:28:15 | 03:37:12 | 10:15:04 |
| 18   | Jan Jakubicek      | Rep. Ceca   | 00:50:11 | 05:19:55 | 04:14:42 | 10:39:01 |
| 19   | Aleksandr Kocetkov | Lituania    | 01:04:33 | 05:34:35 | 03:53:10 | 10:41:23 |
| 20   | Evgeniy Nikitin    | Russia      | 00:50:05 | 05:22:57 | 05:02:16 | 11:21:05 |

### Élite donne
| Pos. | Pos.                | Paese       | Nuoto    | Bici     | Corsa    | Totale   |
| ---- | ------------------- | ----------- | -------- | -------- | -------- | -------- |
|      | Heleen Bij De Vaate | Paesi Bassi | 01:01:24 | 04:59:22 | 03:10:59 | 09:16:26 |
|      | Tineke Van Den Berg | Paesi Bassi | 01:01:13 | 05:01:23 | 03:17:28 | 09:26:04 |
|      | Victoria Gill       | Regno Unito | 01:01:12 | 05:15:29 | 03:20:41 | 09:42:53 |
| 4    | Celia Kuch          | Germania    | 00:59:16 | 05:19:33 | 03:32:12 | 09:56:25 |
| 5    | Lina-Kristin Schink | Germania    | 01:06:50 | 05:21:21 | 03:34:58 | 10:08:59 |
| 6    | Anna Kusch          | Germania    | 00:56:26 | 05:40:55 | 03:30:43 | 10:13:20 |
| 7    | Rahel Bellinga      | Paesi Bassi | 00:58:51 | 05:10:18 | 04:02:31 | 10:19:08 |
| 8    | Corine Nelen        | Paesi Bassi | 00:55:37 | 05:30:50 | 03:51:30 | 10:22:57 |
| 9    | Vanessa Pereira     | Portogallo  | 00:59:19 | 05:35:24 | 03:46:16 | 10:27:53 |
| 10   | Zeljka Milicic      | Croazia     | 00:53:21 | 06:02:32 | 04:11:45 | 11:14:37 |